# Hubert Stierling
Hubert Stierling, vollständig Hubert Johannes Giesbert Emil Stierling (* 8. Juli 1882 in Hamburg; † 20. Juli 1950) war ein deutscher Philologe, Kunsthistoriker und von 1932 bis 1949 Leiter des Altonaer Museums.

## Leben
Hubert Stierling stammte aus einer Akademikerfamilie, die am Anfang des 19. Jahrhunderts mit seinem Urgroßvater Gisbert Swartendijk Stierling aus den Niederlanden nach Norddeutschland gekommen war. Er war ein Sohn des Amtsrichters Emil Stierling, der schon zwei Jahre nach seiner Geburt starb, und seiner Frau Olga geb. Kerstensaus (1854–1910). Bis zu seinem Abitur Ostern 1901 besuchte er das Katharineum zu Lübeck. Anschließend absolvierte er sein Dienstjahr als Einjährig-Freiwilliger in Göttingen. Er studierte Germanistik, Kunstgeschichte und mittellateinischen Philologie an den Universitäten Freiburg, Berlin, Leipzig und Göttingen. Zu seinen Lehrern in Göttingen gehörten Edward Schröder, Wilhelm Meyer und Robert Vischer. Schon als Student veröffentlichte er sein erfolgreichstes Buch: eine Anthologie alter deutscher Volkslieder unter dem Titel von rosen ein krentzelein mit Illustrationen von Emil Ernst Heinsdorff (1887–1948), die als Teil der Reihe Die Blauen Bücher im Verlag Langewiesche bis 1927 eine Gesamtauflage von 75.000 Exemplaren erreichte.
1907 wurde er mit einer von Edward Schröder betreuten Dissertation Mechthild von Magdeburg zum Dr. phil. promoviert. Ab April des Jahres war er als Praktikant, ab 1. Juli als Volontär im Germanischen Nationalmuseum in Nürnberg tätig. In Nürnberg beschäftigte er sich vor allem mit der Gießerei Peter Vischers und ihren Erzeugnissen.
1915 kam er als Assistent des Museumsdirektors Otto Lehmann an das Altonaer Museum. 1932 wurde er Lehmanns Nachfolger als Direktor des Museums und blieb dies bis zu seinem Ruhestand 1949. Stierling sah das Museum wie Lehmann, wie er zum 75. Jubiläum des Hauses 1938 schrieb, als Volkskundliche Schatzkammer einer Provinz an. Doch in seine Zeit als Direktor fiel die Eingemeindung Altonas nach Hamburg durch das Groß-Hamburg-Gesetz, durch die das Museum seine Verbundenheit mit der und seine Bedeutung für die damalige Provinz Schleswig-Holstein verlor, 1937 die Beschlagnahme und teilweise Vernichtung von vierzehn Werken der modernen Kunst in der zentralen Nazi-Aktion „Entartete Kunst“ und die teilweise Zerstörung des Museums durch Luftangriffe im Zweiten Weltkrieg. Erst seinem Nachfolger Günther Grundmann, Direktor von 1950 bis 1959, gelang der Wiederaufbau.
Er spezialisierte sich auf Gold- und Silberschmiedearbeiten und verfasste das Standardwerk zum Thema Silberschmuck der Nordseeküste. Nach der Verwüstung der Altonaer Synagogen in den Novemberpogromen 1938 gelang es ihm, die wichtigsten historischen Ausstattungsstücke als kunsthistorisch wertvoll für das Museum zu reklamieren und so vor dem Einschmelzen zu retten.
Hubert Stierling war verheiratet mit Sophie, geb. Schäfer (* 1886), einer Tochter von Dietrich Schäfer.
Einen Teil seines Nachlasses, insbesondere Artikel und Manuskripte, verwahrt das Altonaer Museum; seine Materialsammlung zu Peter Vischer kam in das Germanische Nationalmuseum.

## Werke
- Deutsche Volkslieder: „von rosen ein krentzelein“. Langewiesche, Düsseldorf/Leipzig 1904; später Auflagen unter dem Titel: Von Rosen ein Krentzelein. Alte deutsche Volkslieder.
  - 11.–15. Tsd., Langewiesche, Düsseldorf [1907] ergänzt durch eine Sammlung alter Sprüche von Haus und Gerät
  - 31.–45. Tsd., neue Ausg. Langewiesche, Königstein im Taunus [u. a.] 1919.
  - 46.–65. Tsd., Langewiesche, Königstein im Taunus [u. a.] 1921.
  - 71.–75. Tsd., Neue Ausgabe mit alten Melodien. Langewiesche, Königstein i. T. [usw.] 1927.
  - Studien zu Mechthild von Magdeburg. Diss. Göttingen 1907.
- Die St. Johanniskirche in Kitzingen. Ihre Geschichte und ihre Wiederherstellung. In: Zeitschrift für Bauwesen. Nr. 10, 1909, Sp. 389–404 (zlb.de).
- Leben und Bildnis Friedrichs von Hagedorn. Gräfe & Sillem, Hamburg 1911 (= Mitteilungen aus dem Museum für Hamburgische Geschichte, 2).
- Der Bericht des Neocorus über die dithmarsischen Frauentrachten um 1600. In: Schleswig-Holsteinisches Jahrbuch, 1923, S. 115–119.
- Caspar von Voght und der Jenischpark. Hammerich & Lesser, Altona 1931.
- Eine französische Schilderung Lübecks aus dem Jahre 1636. In: Die Heimat. Monatsschrift des Vereins zur Pflege der Natur- und Landeskunde in Nordelbingen. Bd. 45 (1935), Heft 6, Juni 1935, S. 196–200 (Digitalisat).
- Deutsche und Slawen im Kampfe um Segeberg. Ein Wort zur 800-Jahrfeier der Stadt. In: Die Heimat. Monatsschrift für schleswig-holsteinische Heimatforschung und Volkstumspflege. Bd. 47 (1937), Heft 8, August 1937, S. 225–229 (Digitalisat).
- Der Silberschmuck der Nordseeküste, hauptsächlich in Schleswig-Holstein.
  - Band 1: Geschichtliche Entwicklung seit dem Mittelalter. Wachholtz, Neumünster 1935; 2. Auflage: 1978.
  - Band 2: Goldschmiedezeichen von Altona bis Tondern. Hrsg. von Wolfgang Scheffler. Wachholtz, Neumünster 1955; 2. Auflage: 1978.